# Auliscomys
Auliscomys is een geslacht van zoogdieren uit de familie van de Cricetidae. De wetenschappelijke naam van het geslacht werd in 1906 gepubliceerd door Oldfield Thomas.

## Soorten
Er worden 3 soorten in dit geslacht geplaatst:
- Auliscomys boliviensis (G. R. Waterhouse, 1846)
- Auliscomys pictus (O. Thomas, 1884)
- Auliscomys sublimis (O. Thomas, 1900)

Andalgalomys · Auliscomys · Calassomys · Calomys · Eligmodontia · Galenomys · Graomys · Loxodontomys · Phyllotis · Salinomys · Tapecomys